# Џумџум језик
Џумџум језик је језик из породице нило-сахарских језика, нилотска грана. Њиме се служи око 25.000 становика у вилајету Горњи Нил у Јужном Судану. Користи латинично писмо и има писану грађу.